# КША: Конфедеративные Штаты Америки
КША: Конфедеративные Штаты Америки (англ. C.S.A.: The Confederate States of America) —  псевдодокументальный фильм в жанре альтернативной истории, снятый в США в 2004 году. В фильме, выполненном в стиле исторической программы, показан мир, в котором Конфедерация одержала победу в Гражданской войне в США.

## Временная линия
Благодаря усилиям госсекретаря Конфедерации Джуды Бенджамина КША заключили союзническое соглашение с Францией и Британией, которые присылают свои экспедиционные силы, что позволило им победить США в битве при Геттисберге. Авраам Линкольн пытался бежать в Канаду при помощи Гарриет Табмен, загримировавшись под чернокожего (позже Дэвид Гриффит снял об этом фильм), но был схвачен и предстал перед судом. После двух лет тюремного заключения президент КША Джефферсон Дэвис помиловал Линкольна. Линкольн умер в Канаде в 1905 году. Вскоре после победы в Гражданской войне Дэвис аннексировал Соединённые Штаты и переместил столицу Конфедерации в Вашингтон. Старый гимн США заменила песня Дикси, а боевой флаг Юга стал государственным флагом единого государства — Конфедеративных Штатов Америки. В парламенте КША состоялись дискуссии об отмене или сохранении рабства. Победу одержали сторонники рабовладельческой системы, возглавляемые президентом Дэвисом и сенатором Фонтроем.
В 1880-х годах в КША были запрещены все конфессии и религии, кроме протестантизма и католичества. Позже в некоторых резервациях, созданных на территории Конфедеративных Штатов, было разрешено исповедание иудаизма.
После восстановления северных штатов КША предприняли грандиозный военный поход на Юг. По мнению Дэвиса, это должно было послужить формированию национального самосознания американцев как единой нации. К 1890-м годам КША владели всей Северной и Южной Америкой, исключая Канаду. Канада заняла оппозиционную по отношению к Конфедерации политическую позицию, став прибежищем для беглых рабов и аболиционистов.
КША преодолели Великую депрессию за счёт расширения торговли людьми.
В 1930-е годы Конфедеративные Штаты заняли благоприятствующую позицию по отношению к нацистской Германии. Парламент КША официально одобрил расовую политику Германии. Адольф Гитлер посетил Конфедерацию с дружеским визитом. Однако КША и Рейх не сошлись по еврейскому вопросу: с точки зрения Конфедерации, было нецелесообразно уничтожать евреев, в то время как их можно было бы использовать как рабов. Впрочем, Конфедеративные Штаты пообещали не помогать противникам Рейха и тем кто ему помогал.
7 декабря 1941 года военно-воздушные силы КША нанесли внезапный сокрушительный удар по Японской империи, уничтожив японский флот, приписанный к Курильским островам и разрушив древний город Киото. Началась американо-японская война. Несмотря на отчаянное сопротивление Японии, КША принудили её к капитуляции, сбросив на Японию атомную бомбу.
Из-за увеличения влияния канадских аболиционистов Конфедерация воздвигла стену на американо-канадской границе, получившую прозвище «хлопковый занавес».
В 1961 году президентом Конфедерации стал Джон Кеннеди, стремившийся к отмене рабства, предоставлению женщинам права голосовать и общей либерализации жизни в КША. Кеннеди был убит, не успев осуществить свои планы.
Убийство президента Кеннеди привело к социальным волнениям и массовым восстаниям рабов, которые были подавлены полицией Конфедерации.
В 2002 году Конфедерацию потряс скандал: один из крупнейших политиков-консерваторов, Джон Фонтрой V, оказался под подозрением в «негроидности» — расовой нечистоте. И, хотя Фонтрой заявлял, что его прадед «не имел сексуальных отношений с этой женщиной», это не спасло его от поражения на выборах. Через месяц он покончил с собой.

## Рекламные вставки
В фильме присутствуют частые рекламные вставки пародирующие телевизионную рекламу США 90-х и 2000-х годов, но сделанные в духе альтернативной истории, в которой страна сохранила рабство. Вы можете увидеть рекламу кандалов для рабов, института изучения болезней свободы (где проводят опыты над чернокожими), антидепрессант для чернокожих где перед приемом советуют обратится к ветеринару (намек на то что чёрное население — не люди), продажа семьи из нескольких чернокожих и т.п.